# 日南港
宮崎県日南市にある港だとすると、もしかして
- 油津港

ではありませんか？